# Anna Margarethas stiftelse
Anna Margarethas stiftelse är en välgörenhetsstiftelse som skapades genom en donation av bokhandlaren Niclas Hansson Thomson i Malmö. 
Thomson köpte 1872 en tomt vid den dåvarande Jerusalemsgatan i Malmö där han byggde ett bostadshus. Vid Thomsons död donerades fastigheten, en stiftelse bildades med syfte att bland annat bereda så kallade pauvres honteux fri bostad. Stiftelsen fick namn efter Thomsons mamma. 
Vid invigningen av stiftelsen bereddes bostäder åt nio äldre damer, en vaktmästarfamilj och fyra så kallade pensionärer. Dessa pensionärer var fyra gossar som enligt stiftelsens statuter skulle tas om hand av stiftelsens övriga invånare mot en fosterlega om 200 kr om året.  Genom att uppföra ytterligare ett bostadshus på innergården utökades antalet invånare i stiftelsen 1882. 
Redan på 1940-talet konstaterade stiftelsens styrelse att stiftelsen var gammal och otidsenlig, men först omkring 1970 förenade den sig med en rad andra stiftelser i bostadskomplexet Södertorpsgården vid Teknikergatan 23–27. 